# Cantone di Pouilly-sur-Loire
Il Cantone di Pouilly-sur-Loire è una divisione amministrativa dell'arrondissement di Cosne-Cours-sur-Loire.
A seguito della riforma approvata con decreto del 18 febbraio 2014, che ha avuto attuazione dopo le elezioni dipartimentali del 2015, è passato da 11 a 29 comuni.

## Composizione
Gli 11 comuni facenti parte prima della riforma del 2014 erano:
- Bulcy
- Garchy
- Mesves-sur-Loire
- Pouilly-sur-Loire
- Saint-Andelain
- Saint-Laurent-l'Abbaye
- Saint-Martin-sur-Nohain
- Saint-Quentin-sur-Nohain
- Suilly-la-Tour
- Tracy-sur-Loire
- Vielmanay

Dal 2015 i comuni appartenenti al cantone sono i seguenti 29:
- Annay
- Arquian
- Bitry
- Bouhy
- Bulcy
- Cessy-les-Bois
- Châteauneuf-Val-de-Bargis
- Ciez
- Colméry
- Couloutre
- Dampierre-sous-Bouhy
- Donzy
- Garchy
- Menestreau
- Mesves-sur-Loire
- Neuvy-sur-Loire
- Perroy
- Pouilly-sur-Loire
- Saint-Amand-en-Puisaye
- Saint-Andelain
- Saint-Laurent-l'Abbaye
- Saint-Malo-en-Donziois
- Saint-Martin-sur-Nohain
- Saint-Quentin-sur-Nohain
- Saint-Vérain
- Sainte-Colombe-des-Bois
- Suilly-la-Tour
- Tracy-sur-Loire
- Vielmanay